# لورن اتامه مایر
لورن اتامه مایر (انگلیسی: Lauren Etame Mayer؛ زادهٔ ۱۹ ژانویهٔ ۱۹۷۷) یک بازیکن فوتبال بازنشسته اهل کامرون و با اصالتی گینه‌ای است و همچنین تبعیت اسپانیا را نیز دارد.
از باشگاه‌هایی که در آن بازی کرده‌است می‌توان به آرسنال، پورتسموث، کوردوبا، رئال مایورکا، و لوانته اشاره کرد. در آرسنال او به افتخارات زیادی دست پیدا کرد و به عنوان یکی از "شکست ناپذیران" شناخته می‌شود؛ عنوانی که به ترکیب سال ۲۰۰۴ آرسنال داده شد، آن‌ها در تمام فصل ۲۰۰۴-۲۰۰۳ شکست نخوردند و متعاقباً قهرمان لیگ برتر فوتبال انگلستان شدند.
وی همچنین در تیم ملی فوتبال کامرون بازی کرده‌است و در جام‌های جهانی ۱۹۹۸ و ۲۰۰۲ برای این تیم به میدان رفته است. لورن در المپیک سیدنی عضو تیم کامرون بود و با این توانست مدال طلای المپیک را بدست آورد.